# Llista de bisbes de Comenge
Llista de bisbes del bisbat de Comenge
- Suavis 506–?
- Presidius 533–?
- Heiliger Afrique (Afric) 540–?
- Amelius 549–?
- Rufin 584–588
- Abraham 788–?
- Involatus 879–?
- Oriol 980–?
- Bertrand Roger 990–?
- Peter I. 1003–?
- Arnaud I. 1035–?
- Wilhelm I. 1040–1055
- Bernhard II. 1056–?
- Wilhelm II. 1068–?
- Olger (Ulger) ?–1073?
- Heiliger Bertrand 1073–1123
- Roger de Nuro 1123?–1153?
- Arnaud II. Roger 1153–1176
- Arsius (Arsenius) 1179–1188
- Raymond Arnaud 1188–1205
- Aspàreg de la Barca (Sperague) (Hisparigus) 1205–1206
- Adhémar du Châtel 1207–1209
- Garcias de Lorte 1210–1217
- Grimoard I. 1217–1240
- Arnaud III. Roger 1241–1260
- Guillaume III. d'Audiran 1260–1263
- Bertrand II. de Miramont 1263–1286
- Guillaume IV. 1269–1274
- Bertrand III. 1276–?
- Raymond II. 1279–?
- Bertrand IV. 1282–1285
- Clemens V.(Bertrand de Got) 1295–1299
- Guillaume V. 1300–1300
- Boson de Salignac 1300–1315
- Pierre Vital de Millario 1317–1318
- Scot de Linières 1318–1325
- Guillaume de Cun 1325–1336
- Hugues I. de Castillon 1336–1351
- Bertrand (Mertrans?) VI. de Cosnac 1352–1374
- Guillaume VII. d'Espagne 1372–1382
- Amelius (Amelie) II. de Lautrec 1384–1390
- Menaud de Barbazan 1390–1421
- Pierre II. de Foix 1426–1437
- Grimoard (Grimoald) II. ?–1442
- Arnaud-Raymond V. d'Espagne 1446–1462
- Jean I. Cibo ?–1467
- Jean II. de Foix 1471–1501
- Gaillard de l'Hospital 1502–1515
- Jean III. de Mauléon 1523–1551
- Jean IV. Bertrand 1551–1555
- Charles I. Caraffa 1556–1560
- Pierre III. d'Albert 1561–1565
- Charles de Bourbon 1569–1579
- Urbain de Saint-Gelais de Lansac 1580–1613
- Gilles de Souvray 1614–1623
- Barthélemy de Donnadieu de Griet 1625–1637
- Hugues II. de Labatut 1638–1644
- Gilbert de Choiseul Duplessis Praslin 1644–1671
- Louis de Rechiègne Voisin de Guron 1671–1693
- Louis-François de Brezay de Denon-Ville 1693–1710
- Olivier-Gabriel de Lubières du Bouchet 1710–1740
- Antoine de Lastic 1740–1763
- Charles-Antoine-Gabriel d'Osmond de Médavy 1763–1785
- Antoine Eustache d'Osmont 1785–1807